# Stężenie powierzchniowe
Stężenie powierzchniowe – wielkość określająca ilość substancji zaadsorbowanej na danej powierzchni:
{\displaystyle \Gamma ={\frac {n}{A}}}
gdzie: Γ – stężenie powierzchniowe; n – ilość substancji wyrażona w molach; A – powierzchnia
Jednostką stężenia powierzchniowego w układzie SI jest mol/m². Taka definicja Międzynarodowej Unii Chemii Czystej i Stosowanej (IUPAC) wykorzystywana jest m.in. w równaniu izotermy adsorpcji Gibbsa, gdzie stężenie to nazywane jest nadmiarem powierzchniowym lub nadmiarowym stężeniem powierzchniowym.

## Inne znaczenia
Pomimo jednoznacznej definicji IUPAC, pojęcie to stosowane jest w wielu innych przypadkach, w których oznacza przykładowo ilość substancji znajdującej się na danej powierzchni lub w warstwie materiału znajdującej się przy jego powierzchni. Takie wielkości wyrażone są zwykle w innych jednostkach. Zdarza się, że terminem tym określane są błędnie inne rodzaje stężeń, np. stężenie molowe bądź ułamek masowy, gdy odnoszą się do określonej powierzchni.
| Zastosowanie                                                                  | Przykłady | Przykładowe jednostki | Źródła      |
| ----------------------------------------------------------------------------- | --- | --------------------- | ----------- |
| ilość substancji znajdująca się na danej powierzchni lub na nią nanoszona     | - ilość diazinonu pozostałego po określonym czasie na danej powierzchni - ilość diazinonu jaka została naniesiona na powierzchnię w postaci 1% roztworu         | ng/m² l/m²            | [ 4 ]       |
| ilość substancji znajdująca się na danej powierzchni lub na nią nanoszona     | - ilość potrzebnego środka odkażającego w czasie dekontaminacji po skażeniu BST - ilość substancji leczniczej bądź trującej zaaplikowanej na powierzchnię skóry |                       | [ 5 ] [ 6 ] |
| ilość substancji w warstwie materiału znajdującej się blisko jego powierzchni | - stężenie siarczku dimetylu w przypowierzchniowej warstwie oceanu - zawartość DNT w wierzchniej warstwie gleby na stanowiskach artyleryjskich                  | nmol/l mg/kg          | [ 7 ] [ 8 ] |
| ilość substancji w warstwie materiału znajdującej się blisko jego powierzchni | - stężenie radionuklidów w wierzchniej warstwie gleby | kBq/m²                | [ 9 ]       |
| całkowita powierzchnia cząstek znajdujących się w jednostce objętości         | - powierzchnia cząstek sadzy potencjalnie odkładających się w płucach zawartych w powietrzu w zakładzie przemysłowym                                            | μm²/m³                | [ 10 ]      |